# Cyclodomorphus celatus
Cyclodomorphus celatus là một loài thằn lằn trong họ Scincidae. Loài này được Shea & Miller miêu tả khoa học đầu tiên năm 1995.